# Uzbekistán en los Juegos Olímpicos de Salt Lake City 2002
Uzbekistán estuvo representado en los Juegos Olímpicos de Salt Lake City 2002 por seis deportistas, tres hombres y tres mujeres, que compitieron en dos deportes.
El portador de la bandera en la ceremonia de apertura fue el esquiador alpino Komil Urunbayev. El equipo olímpico uzbeko no obtuvo ninguna medalla en estos Juegos.